# Defense of the Ancients
Defense of the Ancients (denominado por sus siglas como DotA y en español como Defensa de los Ancestros) es un escenario personalizado para el videojuego Warcraft III: The Frozen Throne, creado con el Editor del Mundo que incluye el videojuego. El mapa se juega en dos equipos, y el objetivo del juego es destruir el Ancient (en español «ancestro») del oponente. Los Ancients son estructuras fuertemente protegidas, ubicadas en esquinas opuestas del mapa. Los jugadores controlan poderosas unidades llamadas «héroes», que son ayudadas por unidades --controladas por inteligencia artificial-- conocidas como «creeps». Como en un videojuego de rol, los héroes obtienen puntos de experiencia para incrementar sus habilidades y usan oro para comprar equipo y elementos útiles durante la misión.
El escenario fue desarrollado con el editor de mapas de Warcraft III. Existen diversas variantes de la versión original del mapa; la más popular es «DotA Allstars», que ha sido desarrollada por diversos autores.
Desde su lanzamiento, DotA se ha convertido en una característica común en diversos torneos alrededor del mundo, incluidas las competiciones BlizzCon y World Cyber Games, así como las ligas Cyberathlete Amateur y CyberEvolution. Gamasutra declaró que DotA quizá sea la «modificación de videojuego gratuita más popular en el mundo».
La popularidad de DotA hizo que más adelante se produjeran juegos con un estilo similar. Además, en octubre de 2010 Valve Corporation anunció la realización de una secuela: Dota 2.

## Historia y desarrollo
Warcraft III es la secuela de Warcraft II, desarrollada por Jean Pierre Dioses Al igual que su antecesor, Warcraft III incluye un editor de mapas gratuito, que permite a los jugadores crear y modificar escenarios personalizados que pueden ser utilizados en modos de un jugador y multijugador. Los mapas resultantes deben cargarse desde el juego, y pueden consistir en sencillos escenarios de batalla para jugarse en una partida normal de Warcraft, o juegos alternativos totalmente nuevos, con nuevos objetivos, unidades, objetos y eventos; Defense of the Ancients es de este último tipo.
El mapa original de DotA fue creado por un jugador y creador de mapas conocido como «Eul» mediante el editor de mapas de Warcraft III: Reign of Chaos. Luego del lanzamiento de la expansión The Frozen Throne, que añadió nuevas características al editor de mapas, Eul no actualizó el escenario, por lo que fueron otros autores quienes se encargaron de realizar dicha actualización, y actualizar posteriormente el juego.
Numerosas variantes del juego se han realizado basadas en el mapa original, pero Allstars es la versión que volvió popular el juego. A partir de la versión 6.x, otro autor con el nombre de «IceFrog» se puso a cargo del desarrollo del escenario, corrigiendo errores y añadiendo o actualizando características del juego. Cada versión nueva se acompaña de un registro de cambios.
El juego tiene un fuerte apoyo comunitario, mantenido mediante foros oficiales. Allí, los usuarios pueden comentar ideas para nuevos héroes u objetos, e indicar sugerencias de todo tipo. El mapa puede obtenerse de forma gratuita en diversos sitios de descarga, y en Battle.net mediante transferencia directa al iniciar una partida. Al igual que cualquier escenario creado con el editor de mapas de Warcraft III, la distribución de DotA no puede realizarse con fines comerciales de ningún tipo.
Algunas versiones del escenario con oponentes controlados por inteligencia artificial han sido desarrolladas.
Actualmente el mapa sigue siendo desarrollado por «DracoL1ch» para la plataforma de RGC (Ranked Gaming Client) que es una plataforma para jugar el mapa en línea. Esto ocurrió después del abandono del proyecto por parte de Icefrog, que ahora está como diseñador en jefe en la Corporación Valve que es la encargada de desarrollar el videojuego Dota 2.

## Jugabilidad
En una partida de Defense of the Ancients siempre hay dos equipos de jugadores: los Centinelas (The Sentinel) y el Azote (The Scourge). El equipo de los Centinelas tiene su punto de inicio en la esquina inferior izquierda del mapa, mientras que el Azote tiene el suyo en la esquina superior derecha. Cada base es defendida por estructuras llamadas "torres", y por oleadas de unidades que recorren tres caminos que unen las dos bases: una central, y dos laterales. En el fondo de cada base se encuentra el «Ancient» de cada equipo, un edificio que debe ser destruido para ganar la partida.
Cada jugador controla a un héroe, que es una poderosa unidad con habilidades únicas y que se escoge según su característica principal para tener un rol específico en cada partida (Inteligencia, Agilidad, Fuerza). En Allstars existe una gran cantidad de héroes diferentes (112 desde la versión 6.78), cada uno con distintas habilidades y ventajas tácticas sobre los demás. El juego requiere mucho trabajo en equipo; es difícil que un solo jugador lleve a su equipo a la victoria por sí solo. El juego permite partidas con equipos de hasta 5 personas (aunque algunas versiones modificadas del mapa extienden este límite a 6).
Debido a que la partida se centra en el fortalecimiento de un héroe, no se requiere que el jugador se enfoque en la construcción de una base, como ocurre en la mayoría de videojuegos de estrategia tradicionales. Al eliminar una unidad enemiga, el jugador obtiene puntos de experiencia. Al acumular suficiente experiencia, el héroe gana un nivel, lo cual lo hace más fuerte y resistente, y le permite mejorar sus habilidades especiales. Además de obtener experiencia, el jugador obtiene un recurso monetario al eliminar enemigos: oro. Los jugadores pueden usar su oro disponible para adquirir objetos que fortalezcan a su héroe y le otorguen habilidades adicionales. Algunos de estos objetos pueden ser combinados con otros para formar artefactos más poderosos. La compra y el manejo de los objetos es parte fundamental de una partida de DotA.
DotA Allstars posee una gran variedad de modos de juego, que pueden ser seleccionados al inicio del partido. Dichos modos modifican diversos factores del juego, tales como la dificultad de la partida, la selección de héroes al azar, entre otros. Algunos modos son mutuamente excluyentes, así que no pueden activarse al mismo tiempo, mientras que es posible combinar algunos otros.

## Recepción
La popularidad de Defense of the Ancients ha aumentado con el tiempo en países de todo el mundo. En Filipinas y Tailandia, por ejemplo, es jugado tanto como el juego Counter-Strike. También es muy popular en países del norte de Europa, como Suecia, donde inspiró la canción Vi sitter i Ventrilo och spelar DotA del músico sueco Basshunter.
El escenario fue presentado por Computer Gaming World en una revisión de nuevos mapas y modificaciones en Warcraft III, y fue llamado «the ultimate RTS». Allstars se ha convertido en un importante escenario de torneo, empezando en el debut de la convención BlizzCon de Blizzard, en el año 2005. Allstars fue también una característica en los World Cyber Games de Malasia y Singapur en 2005, y de los World Cyber Games Asian Championships a partir del año 2006. DotA se encuentra actualmente incluido entre los juegos de las ligas internacionales Cyberathlete Amateur League y CyberEvolution. Adicionalmente, el escenario apareció en el evento Electronic Sports World Cup (ESWC) 2008; Oliver Paradis, administrador de competición de ESWC, apuntó que el alto nivel de apoyo comunitario que tiene el mapa fue uno de los factores que influyeron en su elección.
En junio de 2008, Michael Walbridge, escribiendo para Gamasutra, afirmó que DotA es la modificación gratuita y no soportada más popular y discutida del mundo. Haciendo referencia a la gran comunidad formada alrededor del juego, Walbridge señaló que es mucho más fácil para un juego comunitario el que sea mantenido por su comunidad, y esta es una de las grandes fortalezas del juego.
Según Dotarank.com, que lleva estadísticas de partidas y ladder de Defense of the Ancients, en los servidores oficiales de Blizzard de Battle.net se han jugado más de 500.000 partidas de DotA, por aproximadamente un millón de jugadores. Blizzard apuntó que DotA es un ejemplo de lo que se puede llegar a desarrollar utilizando las herramientas de creación que se incluyen con los juegos.
Se ha señalado que el juego tiene muchos aspectos comunes con Guilty Gear 2: Overture.

## Secuela y juegos similares
La popularidad alcanzada por Defense of the Ancients causó que con el paso del tiempo se desarrollaran juegos con un estilo similar, como Heroes of the Storm, Avalon Heroes[cita requerida], Demigod, League of Legends y Heroes of Newerth. Además, Valve Corporation anunció en octubre de 2010 la secuela al juego: Dota 2.